# Ćmielów (gromada 1954)
Ćmielów – dawna gromada, czyli najmniejsza jednostka podziału terytorialnego Polskiej Rzeczypospolitej Ludowej w latach 1954–1972.
Gromady, z gromadzkimi radami narodowymi (GRN) jako organami władzy najniższego stopnia na wsi, funkcjonowały od reformy reorganizującej administrację wiejską przeprowadzonej jesienią 1954 do momentu ich zniesienia z dniem 1 stycznia 1973, tym samym wypierając organizację gminną w latach 1954–1972.
Gromadę Ćmielów z siedzibą GRN w Ćmielowie (wówczas wsi) utworzono – jako jedną z 8759 gromad na obszarze Polski – w powiecie opatowskim w woj. kieleckim, na mocy uchwały nr 13f/54 WRN w Kielcach z dnia 29 września 1954. W skład jednostki weszły obszary dotychczasowych gromad Ćmielów i Podkościele ze zniesionej gminy Ćmielów w tymże powiecie. Dla gromady ustalono 27 członków gromadzkiej rady narodowej.
13 listopada 1954, po sześciu tygodniach, gromadę Ćmielów zniesiono w związku z nadaniem jej statusu osiedla (prawa miejskie z kolei od 18 lipca 1962).
Uwaga: Gromada Ćmielów (o innym składzie) istniała w powiecie opatowskim także w latach 1961–72.